# Dieter Malfait
Dieter Malfait is een voormalige Belgisch doelman. Hij speelde in het verleden voor KV Kortrijk, Club Brugge en FCV Dender EH en KSV Oudenaarde.

## Carrière
Dieter begon aan zijn carrière bij KV Kortrijk. Daar speelde hij een paar jaar en daarna maakte hij de overstap naar Club Brugge.
Daar mocht hij niet veel spelen en werd na één jaar verkocht aan de amateurploeg KFC Poperinge. Daarna ging hij 4 jaar bij Diegem Sport gaan spelen. Hem werd gevraagd bij FCV Dender EH te spelen. Malfait speelde daar twee jaar en werd ook kampioen, waarna hij verhuisde naar KSV Oudenaarde. In februari 2011 besloot Malfait te stoppen met keepen.